# Taro Tokai
Taro Tony Tokai (東海 太郎) var chef för den japanska delen av Commodore. Han förstod värdet av att lansera ny hårdvara tillsammans med mjukvara. Inför lanseringen av VIC-20 (som i Japan kallas VIC-1001) kontrakterade han därför det japanska företaget HAL Laboratory att utföra konverteringar av en rad populära spel som Taro Tokai köpt rättigheterna till. I denna samling ingick bland annat Pac Man, Space Invaders och Galaxian.
Den amerikanska delen av Commodore försökte att upprepa succén med de populära spelen vid lanseringen av VIC-20 i USA men hamnade direkt i problem, eftersom de hade förbisett det faktum att rättigheterna till spelen endast gällde nyttjande på den japanska marknaden. Ett antal spel fick därför snabbt genomgå namnbyten och en del kosmetiska förändringar för att på så sätt kringgå upphovsrätten.
Taro Tokai lämnade den japanska delen av Commodore för att gå över till den japanska delen av Atari när företaget övergått i Jack Tramiels ägo.